# Eccard von Gablenz
Eccard Freiherr von Gablenz (26 de janeiro de 1891 - 17 de dezembro de 1978) foi um tenente-general (General de Divisão) do Exército Alemão durante a Segunda Guerra Mundial, e comandou uma variedade de divisões. Ele participou das campanhas da Polônia, França e da invasão da União Soviética. Von Gablenz esteve na Frente Russa de 1941 a 1943. Posteriormente assumiu o comando da 232ª Divisão de Infantaria na Itália, comando que exerceu até a rendição final em maio de 1945.
Ele foi agraciado com a Cruz de Cavaleiro da Cruz de Ferro da Alemanha Nazista.

## Início da carreira
O Barão von Gablenz juntou-se ao 1º Regimento (Imperador Alexandre) de Granadeiros da Guarda (Kaiser Alexander Garde-Grenadier-Regiment Nr. 1) como cadete (Fahnenjunker) no início de abril de 1910 e foi promovido a tenente (Leutnant) em 18 de agosto de 1911 com uma patente de 20 de agosto de 1909. Ele serviu como oficial em 1912, entre outras coisas, como ajudante regimental, na Primeira Guerra Mundial, entre outras coisas serviu no estado-maior do Chefe do Estado-Maior do Exército de Campanha (Stab des Chefs des Generalstabes des Feldheeres).
Após o fim da guerra, ele foi mantido como capitão (Hauptmann) no Reichswehr, inicialmente a partir de 1921 como chefe da 12ª Companhia de Metralhadoras (12. MG-Kompanie) no 9º Regimento de Infantaria (Prussiano) (9. (Preußisches) Infanterie-Regiment); futuro Regimento de Infantaria 9 Potsdam. De 1925 a 1927, ele foi ajudante regimental no 9º Regimento de Infantaria. Em 1º de janeiro de 1929 foi promovido a major e assumiu o 3º Batalhão de seu regimento. Em 1931 estava no comando do Distrito Militar II, responsável pela proteção da fronteira no Grenzmark. Promovido a tenente-coronel (Oberstleutnant) em abril de 1933, ele se tornou coronel (Oberst) exatamente dois anos depois.
De 1º de dezembro de 1935 a 23 de novembro de 1938, ele estava no comando do Regimento de Infantaria Paderborn, mais tarde o 18º Regimento de Infantaria. Em 1º de agosto de 1938, foi promovido a major-general (Generalmajor). Em seguida, ele estava inicialmente no comando do Serviço do Exército 5 (Heeresdienststelle 5) em Dresden, que era responsável pela seção de fronteira com a Tchecoslováquia.
Em 15 de março de 1939, dia da anexação alemã da Tchecoslováquia, Radola Gajda contatou von Gablenz e prometeu-lhe lealdade e cooperação. A razão para isso foi que von Gablenz tornou-se comandante de Praga em abril de 1939. No entanto, mais tarde foi dito a Gajda que ele não era um representante oficial, e o contato foi interrompido. Por um curto período ele foi o comandante do Grupo de Combate Netze (Kampfgruppe Netze, também conhecido como Brigada Netze), que havia sido formado em setembro de 1939 a partir do Comando da Seção de Guarda de Fronteira 2 (Grenzschutz-Abschnittskommando 2), e foi temporariamente também o comandante local de Bromberg.

## Segunda Guerra Mundial
De outubro de 1939 a dezembro de 1939, von Gablenz foi comandante da 32ª Divisão de Infantaria, participando do ataque à Polônia. Com a transferência da divisão da Polônia para a Eifel, ele cedeu oficialmente o comando. Em agosto de 1939, a brigada foi transferida para a 301ª Divisão de Infantaria, que já existia por pouco tempo. Então, até 13 de dezembro de 1941, ele foi comandante da 7ª Divisão de Infantaria. Em 1º de agosto de 1940, foi promovido a tenente-general (Generalleutnant) nesta posição. Em 21 de junho de 1941, ele fez o seguinte discurso aos seus soldados:
"Soldados da 7ª Divisão! O Führer deu a ordem de atacar. Queremos manter a reputação de nossa divisão em um cumprimento férreo de nossos deveres e atribuir nova fama e honra às nossas bandeiras. O inimigo nos teme; vamos destruí-lo onde o encontrarmos. Desejo sorte a vocês, soldados, e tenho confiança em vocês. Nossa velha palavra de ordem é: 'Avante, aproxime-se do inimigo!' Viva nosso povo, viva o Führer!"
Depois de descobrir, no final de julho de 1941, que os soldados alemães estavam saqueando em contrariedade às ordens, deu a ordem de usar a colheita para refrescar os estoques de alimentos da unidade; o que foi executado em meados de agosto de 1941. Do final de agosto a meados de setembro de 1941, a divisão esteve envolvida na operação Roslavl-Novosybkov.
Em dezembro de 1941, ele assumiu o comando do XXVII Corpo de Exército (XXVII. Armeekorps) perto de Moscou e renunciou ao comando no início de janeiro de 1942 em protesto por causa da ordem de parada de Hitler. Durante a retirada alemã na Batalha de Moscou, ele comandou o XXVII. Armeekorps e foi dispensado do cargo após repetidas recusas de cumprir as ordens de se manter firme de Hitler. Ele não poderia responder pela responsabilidade pela rápida destruição de suas tropas e pediu para ser levado a uma corte marcial. Seu tribunal divisionário suspendeu a execução de sentenças para liberdade condicional no front.
De 13 de fevereiro de 1942 a 16 de janeiro de 1943, von Gablenz foi comandante da 384ª Divisão de Infantaria. Pouco antes da divisão ser cercada no bolsão de Stalingrado, ele foi evacuado de avião com seu estado-maior. Uma reportagem da imprensa soviética contemporânea descreveu-o como tendo gostado de seus confortos de tempos de paz, tais como exigir um cochilo em uma cama macia após cada jantar. De meados de março de 1943 a junho de 1944, ele assumiu a Divisão Nº 404 (Division Nr. 404), a qual foi responsável pela substituição das tropas no Distrito Militar IV (Dresden). Ele foi então o único comandante da 232ª Divisão de Infantaria, a antiga Divisão de Infantaria Wildflecken, até o final da guerra. Esta divisão foi usada na Itália em torno de Brescia e Milão. Von Gablenz comandou tropas na frente italiana, comandando a defesa do Monte Castello em 1944-45.
Em 25 de abril de 1945, a divisão foi a única a escapar do cerco americano das forças comandadas pelo Marechal Graziani. Uma semana depois, entretanto, a divisão se rendeu e von Glabenz tornou-se prisioneiro de guerra dos americanos.

## Pós-guerra
Em 1957, von Gablenz morava em Mönkeberg. Em julho de 1960, o Ministério da Defesa da RDA estava considerando organizar uma reunião com von Gablenz e o ex-coronel Bogislaw von Bonin, por meio do contato de Vincenz Müller, que deveria incluir um intercâmbio sobre a política do então ministro da Defesa, Franz Strauss. No final das contas, a reunião não foi agendada.

## Família
Eccard von Gablenz era casado com Orlanda, nascida von Caprivi.

## Condecorações
- Cruz de Ferro (1914), 2ª classe e 1ª classe
- Cruz de Honra da Guerra Mundial 1914/1918
- Cruz Militar do Mérito (Áustria-Hungria)[21]
- Distintivo de Ferido (1918) em preto[21]
- Cruz de Ferro (1939), 2ª classe e 1ª classe
- Medalha da Frente Oriental
- Cruz de Cavaleiro da Cruz de Ferro em 15 de agosto de 1940 como Generalleutnant e comandante da 7. Infanterie-Division[2][22]

## Principais comandos
- 1º de dezembro de 1935 a 23 de novembro de 1938: Coronel comandante do 18º Regimento de Infantaria, Bielefeld.
- 1939: Comandante da 7ª Divisão de Infantaria Bávara (Munique) na campanha da Polônia.
- 1940: Comando da mesma divisão durante a campanha da França.
- 1941: Comandou a 7ª DI na campanha da Rússia, partindo da região de Suwalki Zipfel até Narwa.
- 23 de dezembro de 1941: Substituiu o Tenente-general Wagner no comando do 27º Corpo de Exército em Staritza.
- 2 de janeiro de 1942: Pediu demissão por se recusar assumir a responsabilidade pelo aniquilamento de suas tropas em decorrência da ordem de Hitler de manter as posições a todo custo.[23]
- 1943: Encarregado de reorganizar a 384ª Divisão de Infantaria em Saint Omer na Bretanha, França. Seguiu para a Rússia com a divisão em nov 1943 integrando o Grupo de Exércitos Sul. Atuou na região de Kirowograd. A divisão retraiu através do rio Dnieper na região de Gandura, e foi destruída em Kugilnik.
- 26 de julho de 1944: Assumiu o comando da 232ª Divisão de Infantaria, recém-criada, no campo de instrução de Wildflecken. Após a fase de instrução, a divisão recebeu ordem de deslocar-se para a Itália, assumiu a defesa da região da Ligúria.